# Angelikí Kanellopoúlou
Angelikí Kanellopoúlou (en grec moderne : Αγγελική Κανελλοπούλου) est une joueuse de tennis grecque, née le 18 décembre 1965 à Athènes.
Elle a été professionnelle de 1983 à 1991.
À deux reprises, en 1985 et 1987, elle a atteint le 3e tour des Internationaux de France de tennis de Roland-Garros : il s’agit de ses meilleures performances en simple dans une épreuve du Grand Chelem.
Elle est la mère de la joueuse grecque María Sákkari, numéro trois mondiale en mars 2022.

## Palmarès

### Titre en simple dames
Aucun

### Finale en simple dames
| No | Date       | Nom et lieu du tournoi | Catégorie | Dotation | Surface      | Vainqueure    | Score    |          |
| -- | ---------- | ---------------------- | --------- | -------- | ------------ | ------------- | -------- | -------- |
| 1  | 15/09/1986 | Athens Trophy, Athènes |           | 75 000 $ | Terre (ext.) | Sylvia Hanika | 7-5, 6-1 | Parcours |

### Titre en double dames
Aucun

### Finale en double dames
Aucune

## Parcours en Grand Chelem

### En simple dames
| Année | Open d'Australie (janvier) | Open d'Australie (janvier) | Internationaux de France | Internationaux de France | Wimbledon       | Wimbledon   | US Open         | US Open         | Open d'Australie (décembre) | Open d'Australie (décembre) |
| ----- | -------------------------- | -------------------------- | ------------------------ | ------------------------ | --------------- | ----------- | --------------- | --------------- | --------------------------- | --------------------------- |
| 1984  | n/a                        | n/a                        | 1er tour (1/64)          | Rene Uys                 | -               | -           | -               | -               | -                           | -                           |
| 1985  | n/a                        | n/a                        | 3e tour (1/16)           | Chris Evert              | -               | -           | 1er tour (1/64) | A. Villagrán    | -                           | -                           |
| 1986  | n/a                        | n/a                        | 2e tour (1/32)           | Lisa Bonder              | 1er tour (1/64) | Anne Minter | 1er tour (1/64) | Sara Gomer      | n/a                         | n/a                         |
| 1987  | -                          | -                          | 3e tour (1/16)           | Stephanie Rehe           | -               | -           | 1er tour (1/64) | Annabel Croft   | n/a                         | n/a                         |
| 1988  | -                          | -                          | 1er tour (1/64)          | C. Kohde-Kilsch          | -               | -           | 1er tour (1/64) | C. Kohde-Kilsch | n/a                         | n/a                         |
| 1989  | -                          | -                          | 2e tour (1/32)           | N. Medvedeva             | -               | -           | 2e tour (1/32)  | P. Tarabini     | n/a                         | n/a                         |
| 1990  | -                          | -                          | 1er tour (1/64)          | Monique Javer            | -               | -           | 1er tour (1/64) | Katia Piccolini | n/a                         | n/a                         |
| 1991  | -                          | -                          | 1er tour (1/64)          | Patty Fendick            | -               | -           | -               | -               | n/a                         | n/a                         |

À droite du résultat, l’ultime adversaire.

### En double dames
| Année | Open d'Australie (janvier) | Open d'Australie (janvier) | Internationaux de France   | Internationaux de France | Wimbledon | Wimbledon | US Open                     | US Open                 | Open d'Australie (décembre) | Open d'Australie (décembre) |
| 1985  | n/a                        | n/a                        | 1er tour (1/32) Neige Dias | H. Mandlíková Anne Smith | -         | -         | 1er tour (1/32) Petra Huber | I. Demongeot N. Tauziat | -                           | -                           |

Sous le résultat, la partenaire ; à droite, l’ultime équipe adverse.

### En double mixte
N'a jamais participé à un tableau final.

## Parcours aux Jeux olympiques

### En simple dames
| # | Date       | Nom de l'olympiade         | Surface    | Résultat      | Ultime adversaire | Score    |          |
| - | ---------- | -------------------------- | ---------- | ------------- | ----------------- | -------- | -------- |
| 1 | 06/08/1984 | Olympic Games, Los Angeles | Dur (ext.) | 1/4 de finale | Catherine Tanvier | 6-2, 6-1 | Parcours |

## Parcours en Coupe de la Fédération
| #                                                                         | Date       | Lieu       | Surface                                  | Gagnante(s)                               | Perdante(s)                                | Score         |          |
|                                                                           |            |            |                                          |                                           |                                            |               |          |
| 1981 - 1er tour (groupe mondial) - Grèce - Suisse - 0 : 3                 |            |            |                                          |                                           |                                            |               |          |
| 1                                                                         | 09/11/1981 | Tokyo      | Terre (ext.)                             | Petra Delhees                             | Angelikí Kanellopoúlou                     | 6-4, 6-3      | Parcours |
| 1                                                                         | 09/11/1981 | Tokyo      | Terre (ext.)                             | Petra Delhees C. Jolissaint               | Angelikí Kanellopoúlou Denise Panagopoulou | 6-2, 6-3      | Parcours |
|                                                                           |            |            |                                          |                                           |                                            |               |          |
| 1983 - 1er tour (groupe mondial) - Grèce - Mexique - 1 : 2                |            |            |                                          |                                           |                                            |               |          |
| 2                                                                         | 18/07/1983 | Zurich     | Terre (ext.)                             | Angelikí Kanellopoúlou                    | Heliane Steden                             | 6-4, 6-2      | Parcours |
| 2                                                                         | 18/07/1983 | Zurich     | Terre (ext.)                             | Claudia Hernandez Alejandra Vallejo       | Angelikí Kanellopoúlou Denise Panagopoulou | 7-6, 2-6, 6-1 | Parcours |
|                                                                           |            |            |                                          |                                           |                                            |               |          |
| 1984 - 1er tour (groupe mondial) - Japon - Grèce - 1 : 2                  |            |            |                                          |                                           |                                            |               |          |
| 3                                                                         | 16/07/1984 | São Paulo  | Terre (ext.)                             | Angelikí Kanellopoúlou                    | Etsuko Inoue                               | 6-4, 6-2      | Parcours |
| 3                                                                         | 16/07/1984 | São Paulo  | Terre (ext.)                             | Etsuko Inoue Masako Yanagi                | Angelikí Kanellopoúlou Olga Tsarbopoulou   | 6-1, 6-1      | Parcours |
|                                                                           |            |            |                                          |                                           |                                            |               |          |
| 1984 - 2e tour (groupe mondial) - Grèce - Tchécoslovaquie - 0 : 3         |            |            |                                          |                                           |                                            |               |          |
| 4                                                                         | 16/07/1984 | São Paulo  | Terre (ext.)                             | Hana Mandlíková                           | Angelikí Kanellopoúlou                     | 6-1, 7-5      | Parcours |
| 4                                                                         | 16/07/1984 | São Paulo  | Terre (ext.)                             | Iva Budařová Marcela Skuherská            | Angelikí Kanellopoúlou Olga Tsarbopoulou   | 7-5, 6-3      | Parcours |
|                                                                           |            |            |                                          |                                           |                                            |               |          |
| 1985 - 1er tour (groupe mondial) - Tchécoslovaquie - Grèce - 2 : 1        |            |            |                                          |                                           |                                            |               |          |
| 5                                                                         | 08/10/1985 | Nagoya     | Dur (ext.)                               | Hana Mandlíková                           | Angelikí Kanellopoúlou                     | 6-2, 6-0      | Parcours |
| 5                                                                         | 08/10/1985 | Nagoya     | Dur (ext.)                               | Angelikí Kanellopoúlou Olga Tsarbopoulou  | Andrea Holíková Regina Maršíková           | 6-3, 6-2      | Parcours |
|                                                                           |            |            |                                          |                                           |                                            |               |          |
| 1986 - 1er tour (groupe mondial) - Tchécoslovaquie - Grèce - 3 : 0        |            |            |                                          |                                           |                                            |               |          |
| 6                                                                         | 22/07/1986 | Prague     | Terre (ext.)                             | Hana Mandlíková                           | Angelikí Kanellopoúlou                     | 6-1, 5-7, 6-3 | Parcours |
| 6                                                                         | 22/07/1986 | Prague     | Terre (ext.)                             | Andrea Holíková Regina Maršíková          | Angelikí Kanellopoúlou Olga Tsarbopoulou   | 6-3, 6-0      | Parcours |
|                                                                           |            |            |                                          |                                           |                                            |               |          |
| 1987 - 1er tour (groupe mondial) - Bulgarie - Grèce - 2 : 1               |            |            |                                          |                                           |                                            |               |          |
| 7                                                                         | 28/07/1987 | Vancouver  |                                          | Manuela Maleeva                           | Angelikí Kanellopoúlou                     | 6-0, 6-0      | Parcours |
| 7                                                                         | 28/07/1987 | Vancouver  | Angelikí Kanellopoúlou Olga Tsarbopoulou | Yulia Berberian Dora Rangelova            | 6-2, 6-4                                   |               | Parcours |
|                                                                           |            |            |                                          |                                           |                                            |               |          |
| 1988 - 1er tour (groupe mondial) - Argentine - Grèce - 3 : 0              |            |            |                                          |                                           |                                            |               |          |
| 8                                                                         | 05/12/1988 | Melbourne  |                                          | Bettina Fulco                             | Angelikí Kanellopoúlou                     | 1-6, 7-5, 6-3 | Parcours |
|                                                                           |            |            |                                          |                                           |                                            |               |          |
| 1989 - 1er tour (groupe mondial) - États-Unis - Grèce - 3 : 0             |            |            |                                          |                                           |                                            |               |          |
| 9                                                                         | 03/10/1989 | Tokyo      | Dur (ext.)                               | Martina Navrátilová                       | Angelikí Kanellopoúlou                     | 6-3, 6-1      | Parcours |
| 9                                                                         | 03/10/1989 | Tokyo      | Dur (ext.)                               | Zina Garrison Pam Shriver                 | Angelikí Kanellopoúlou Olga Tsarbopoulou   | 6-1, 6-3      | Parcours |
|                                                                           |            |            |                                          |                                           |                                            |               |          |
| 1990 - 1er tour qualifications (groupe mondial) - Malte - Grèce - 0 : 3   |            |            |                                          |                                           |                                            |               |          |
| 10                                                                        | 21/07/1990 | Atlanta    | Dur (ext.)                               | Angelikí Kanellopoúlou                    | Carol Cassar                               | 6-3, 6-3      | Parcours |
| 10                                                                        | 21/07/1990 | Atlanta    | Dur (ext.)                               | Angelikí Kanellopoúlou Olga Tsarbopoulou  | Katherine Camilleri Carol Cassar           | 6-4, 6-0      | Parcours |
|                                                                           |            |            |                                          |                                           |                                            |               |          |
| 1990 - 1er tour (groupe mondial) - Nouvelle-Zélande - Grèce - 3 : 0       |            |            |                                          |                                           |                                            |               |          |
| 11                                                                        | 23/07/1990 | Atlanta    | Dur (ext.)                               | Belinda Cordwell                          | Angelikí Kanellopoúlou                     | 7-5, 6-3      | Parcours |
| 11                                                                        | 23/07/1990 | Atlanta    | Dur (ext.)                               | Belinda Cordwell Julie Richardson         | Angelikí Kanellopoúlou Olga Tsarbopoulou   | 6-1, 6-0      | Parcours |
|                                                                           |            |            |                                          |                                           |                                            |               |          |
| 1991 - 1er tour qualifications (groupe mondial) - Grèce - Irlande - 2 : 1 |            |            |                                          |                                           |                                            |               |          |
| 12                                                                        | 18/07/1991 | Nottingham |                                          | Angelikí Kanellopoúlou                    | Siobhan Nicholson                          | 6-4, 6-2      | Parcours |
|                                                                           |            |            |                                          |                                           |                                            |               |          |
| 1991 - 2e tour qualifications (groupe mondial) - Grèce - Malte - 2 : 1    |            |            |                                          |                                           |                                            |               |          |
| 13                                                                        | 20/07/1991 | Nottingham |                                          | Angelikí Kanellopoúlou                    | Carol Cassar                               | 6-2, 6-4      | Parcours |
|                                                                           |            |            |                                          |                                           |                                            |               |          |
| 1991 - 1er tour (groupe mondial) - Allemagne - Grèce - 3 : 0              |            |            |                                          |                                           |                                            |               |          |
| 14                                                                        | 23/07/1991 | Nottingham |                                          | Steffi Graf                               | Angelikí Kanellopoúlou                     | 6-1, 6-2      | Parcours |
| 14                                                                        | 23/07/1991 | Nottingham | Steffi Graf Barbara Rittner              | Angelikí Kanellopoúlou Christína Papadáki | 6-3, 6-0                                   |               | Parcours |
|                                                                           |            |            |                                          |                                           |                                            |               |          |
| 1991 - Barrage (groupe mondial I) - Grèce - Danemark - 1 : 2              |            |            |                                          |                                           |                                            |               |          |
| 15                                                                        | 25/07/1991 | Nottingham |                                          | Angelikí Kanellopoúlou                    | Sofie Albinus                              | 6-2, 6-4      | Parcours |
| 15                                                                        | 25/07/1991 | Nottingham | Sofie Albinus Karin Ptaszek              | Angelikí Kanellopoúlou Christína Papadáki | 6-2, 6-1                                   |               | Parcours |
|                                                                           |            |            |                                          |                                           |                                            |               |          |
| 1991 - Barrage (groupe mondial I) - Grèce - Nouvelle-Zélande - 0 : 2      |            |            |                                          |                                           |                                            |               |          |
| 16                                                                        | 26/07/1991 | Nottingham |                                          | Belinda Cordwell                          | Angelikí Kanellopoúlou                     | 6-1, 6-1      | Parcours |

## Classements WTA

### Classements en simple en fin de saison
| Année | 1983 | 1984 | 1985 | 1986 | 1987 | 1988 | 1989 | 1990 | 1991 |
| Rang  | 172  | 119  | 76   | 48   | 122  | 70   | 73   | 119  | 217  |

Source : (en) « Classements de Angelikí Kanellopoúlou », sur le site officiel du WTA Tour

### Classements en double en fin de saison
| Année | 1986 | 1987 | 1988 | 1989 | 1990 | 1991 |
| Rang  | 389  | -    | 239  | 210  | 220  | 384  |

Source : (en) « Classements de Angelikí Kanellopoúlou », sur le site officiel du WTA Tour